# Aneta Skarba
Aneta Skarba (ur. 20 stycznia 1973) – polska lekkoatletka, sprinterka, medalistka mistrzostw Polski, reprezentantka Polski.

## Kariera sportowa
Była zawodniczką AZS Lublin.
Na mistrzostwach Polski seniorek wywalczyła jeden medal − brązowy w biegu na 400 metrów w 1999. 
Reprezentowała Polskę w superlidze Pucharu Europy w 1999, zajmując 8. miejsce w sztafecie 4 x 400 metrów.
Rekordy życiowe:
- 200 m: 24,44 (11.09.1999)
- 400 m: 53,60 (5.09.1998)